# Le Jour et la Nuit

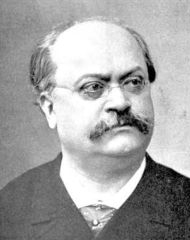
Charles Lecocq

Le Jour et la Nuit (Dagen och natten) är en opéra bouffe med libretto av Albert Vanloo och Eugène Leterrier, och musik av Charles Lecocq. Den hade premiär i Paris 1881 och spelades 193 gånger, varpå den sattes upp på teatrar i Europa, Nordamerika och Australien. Den har inte lyckats behålla en plats i den internationella operettrepertoaren.
Operetten handlar om förvecklade händelser och antagna identiteter i samband med en portugisisk aristokrats bröllopsnatt.

## Historia och premiär

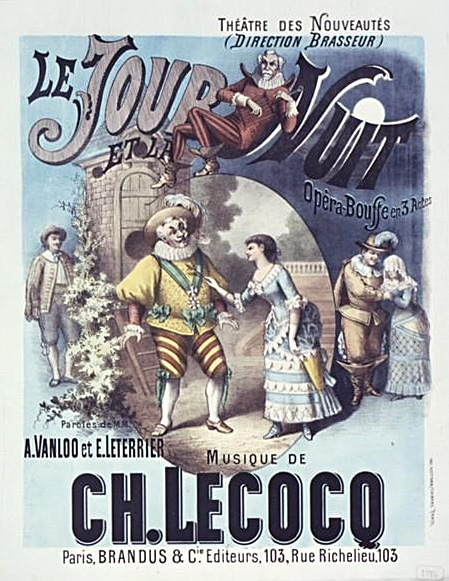
Affisch till premiären 1881.

Sedan La Fille de Madame Angot (1872) hade Lecocq varit lyckosam under hela 1870-talet i, vad musikkritikern Robert Pourvoyeur benämner, "den samma eleganta vågade myllan - den mer eller mindre fördärvade bröllopsnatten". En lista över de mest inkomstbringande Parisuppsättningarna decennierna efter 1870 visar att La Fille de Madame Angot var en mest lyckosamma operetten av någon kompositör på den tiden med en nettoinkomst på över två miljoner francs; hans Giroflé-Girofla (1874) gav nästa trekvarts miljon och La Petite Mariée (1875) var inte långt efter. På 1880-talet fortsatte han med samma recept men efter några år blev hans verk mindre populära och Le Jour et la Nuit blev en av hans sista riktiga succéer.
Efter att ha blivit okontant med ledaren för Théâtre de la Renaissance, där hans verk hade haft premiär under 1870-talet, valde Lecocq Théâtre des Nouveautés för sina nya verk. Hans val orsakade en viss förvåning, då teatern som leddes av managern Jules Brasseur inte var känd för att spela operetter eller opéra bouffe, utan snarare var mer känd för sina mer osedliga uppsättningar.
Lecocq, som vanligtvis var en långsam kompositör, färdigställde partituret på den osedvanligt korta tiden av två månader, men den mottogs nådigt och bedömdes av kritikerna som ett verk som inte uppvisade några tecken på att ha tillkommit i en hast. För att förhöja uppsättningen engagerade Brasseur den nya stjärnan Marguerite Ugalde från Opéra Comique som primadonna, samt beställde påkostade kostymer och dekorer.
Operetten spelades 183 gånger och inbringade mer än en halv miljon francs.

## Uppsättningar
Le Jour et la Nuit sattes upp i New York med titeln Manola den 6 februari 1882, och i London med samma titel fem dagar senare. Båda uppsättningarna använde sig av en engelsk översättning av Henry Farnie. Uppsättningar följde sedan i Belgien, Österrike, Schweiz och Nederländerna under 1882, Australien och Italien 1883, Spanien 1884 och Kanada 1885.
Operetten har därefter satts upp i Paris endast ett fåtal gånger (1897, 1920 och 1923) men fortsatte att under många år vara populär i övriga Frankrikre och i Belgien.

## Kritik och recensioner
Efter att ha sett premiären kommenterade Pariskorrespondenten för tidskriften The Era att Lecocq "inte hade producerat något mer vackrare eller mer attraktivt sedan La Fille de Madame Angot." Skribenten valde ut tre musiknummer för Manola i akt II som "styckets juveler": en bysång, ett militärnummer och slutligen en duett med den beslöjade Béatrix. Andre recensenter höll med om att kompositören var i sin bästa form: "Sällan, om aldrig, har något mer behagfullt och glittrande framsprungit från hans penna"; "melodisk uppfinningsrikedom och mästerlig orkestrering … inte en opéra bouffe utan en äkta komisk opera i samma anda som Auber var förhärskande i". När operetten hade nypremiär i Paris 1897 noterade Le guide musical att Lecocqs musik visade upp "den brist på påfund och slarvighet som man finner hos dagens operettkompositörer".
Den brittiska tidskriften The Athenaeum skrev om den engelska översättningen, "MM. Leterriers och Vanloos originallibretto är mer än ordinärt simpelt och Mr. Farnie har behövt utöva sina påhittiga färdigheter och även avsevärd taktkänsla i sin översättning. The New York Times konstaterade: "Ehuru inte särskilt lämplig att sätta upp i en Söndagsskola eller flickskola, den än inte av den vidden att förbjudas på det engelska språket."
I våra dagar skrev Andrew Lamb år 2000 i en studie av musikteater att La Jour et la Nuit har en utsökt melodiös musik med ett slagnummer som "rytmiskt påvisar att 'Les Portugais sont toujours gai'".

## Originalbesättning
- Don Braseiro, guvernör av en portugisisk provins – Jean-François Berthelier
- Don Dégomez, hans kusin – Scipion
- Miguel, hans betjänt – Achille-Félix Montaubry
- Prince Picrates de Calabazas, premiärminister av Portugal – Jules Brasseur
- Manola – Marguerite Ugalde
- Béatrix – Juliette Darcourt
- Sanchette, en värdshusvärd – Mdlle. Piccolo
- Cristoval, en kypare – Matrat

## Handling
Akt 1: Don Braseiro de Trás o Montes slott
Don Braseiro inväntar spänt sin nya brud. Han är alldeles för upptagen med att bevaka gränsen mot de invaderande spanjorerna för att ha tid att fara till Lissabon och leta upp en hustru. Sålunda har han delegerat den uppgiften till sin kusin Don Dégomez, som har valt ut en lämplig kandidat.
Överväldigad av äktenskaplig lycka ger Braseiro sin betjänt Miguel tillåtelse att också gifta sig. Spanjorerna attackerar gränsen. Don Braseiro kan inte längre vänta på sin hustru; han ger sig av för att leda armén i strid. Manola, Miguels fästmö anländer på flykt från en ovälkommen uppvaktning från Prince Picrates de Calabazas, den portugisiske premiärministern. För att stoppa honom låtsas Manola vara Don Braseiro's wife.
Besviken gör sig Calabazas redo att ge sig av. Braseiro, som har slutit fred med spanjorerna genom mutor, återvänder full av förväntan att möts sin nya hustru. När han ser Manola blir han mycket nöjd. Han insisterar på att Calabazas ska vara hans gäst över natten, varpå han gör sig redo att fullborda bröllopsnatten. Béatrix, den riktiga nya hustrun, anländer och får allt förklarat av Manola – som hon reda känner – och Miguel. Motvilligt går hon med på att spela rollen som hovdam. I nattens skyddande mörker gör hon slag i saken och smyger in i brudsviten medan Manola smyger ut genom en annan dörr.
Akt II: I Don Braseiro slott
Bröllopsnatten har avlöpt väl. Braseiro är förtjust i sin nya hustru. Han har inte märkt att den blonda Manola ersattes av den brunhåriga Béatrix, men han undrar varför hans nya brud avskyr dagsljus. Calabazas gör sig redo att fara och möter Béatrix, som han har mött förut. Han blir omedelbart betagen i henne. För att rädda situationen lovar Manola att möta honom i duvslaget ute på gården. När Calabazas har klättrat uppför stegen till duvslaget tar Miguel och Manola bort stegen och springer därifrån.
Akt III: Ett värdshus
Braseiro kommer in åtföljd av Béatrix, hennes ansikte är gömt bakom en mantilla, så att hennes make inte ska inse bedrägeriet. Miguel har klätt ut sig till en bonde och Manola till en mulåsnedrivare. De kommer in tätt följt av Calabazas. Han känner igen dem och berättar för Braseiro att hans fru bedrar honom med Miguel. 
Allmän förvirring uppstår. Konspiratörerna förklarar det hela och anledningen till detta. Don Braseiro nöjer sig med förklaringen och verkar vara lycklig med Béatrix. Calabazass hämnd går om intet då ett bud kommer från kungen. Han är missnöjd med sin premiärministers ständiga frånvaro och har avskedat honom. Både kärleksparen gläder sig och Calabazas tröstar sig med den välvilliga värdshusvärdinnan Sanchette.

## Musiknummer
Overture
Akt I
- Introduction: Kör "Nous attendons le Seigneur Intendant"
- Scène  "Un intendant, la chose est sûre" (Anita)
- Couplets "Seigneur, je sais broder" (Anita, Catana, Pépita)
- Romance "Sous le regard de deux grands yeux" (Miguel)
- Couplets "Mon cher ami, sache bien qu'ici bas" (Braseiro)
- Couplets "Comme l'oiseau qui fuit effarouché" (Manola)
- Couplets "Les femmes ne m'en parlez pas" (Calabazas)
- Ensemble: "A notre nouvelle maîtresse"
- Scène "A mon tour de me présenter" (Calabazas)
- Air "Eh bien oui, je suis la baronne (Manola)
- Duet "Tuons-nous, tuons-nous" (Miguel, Manola)
- Couplets "Certainement, c'est bien charmant" (Béatrix)
- Final: O grand St Michel" (Manola, Béatrix, Miguel), Kör och scène "La nuit enchanteresse" , Ballade de la Lune "O mon épouse, Ô mon trésor" (Braseiro, Manola, Béatrix, Miguel).

Akt II
- Entr'acte – Romance "Laisse-moi rallumer, ma belle" (Miguel)
- Sérénade-bouffe "En toute circonstance" (les cornettes)
- Couplets "Voyez, elle est charmante" (Manola)
- Chansons du Romarin "Ma mèr' m'a dit" (Manola), chanson du Fourniment "Y avait un' fois un militaire" (Manola)
- Chanson-duo "Un rossignol tencontre une fauvette" (Manola, Béatrix)
- Kör – "Puisqu'il parait que le grand prince", Ensemble "O moment suprême!
- Couplets "Les Portugais sont toujours gais" (Calabazas, kör)
- Ensemble du parasol "Qu'on m'apporte mon parasol" (Calabazas)
- Mélodie "J'ai vu le jour dans le pays" (Manola-Calabazas)
- Scène "Vous savez charmer les serpents" (Calabazas, Manola)
- Chanson indienne "Le serpent dort sur la mousse (Manola)
- Couplets-Duetto "Adieu donc, Prince charmant" (Miguel-Manola)
- Final II: "On appelle" (alla)

Akt III
- Entr'acte
- Introduction: Kör "Ohé l'hôtelière," Boléro "En Portugal, les Portugaises" (Kör)
- Couplets de l'hôtelière "Mon cabaret, entre nous, je m'en vante" (Sanchette)
- Couplets "Je passais un jour dans la rue" (Braseiro)
- Duet "Nous sommes deux amoureux " (Manola, Miguel)
- Air du muletier "Si je mène par le chemin" (Manola)
- Quartet "C'était la demoiselle de compagnie" (Manola, Béatrix, Miguel, Braseiro) et couplets "Il est deux choses ici bas" (Manola-Béatrix)
- Kör "C'est un courrier" and couplet finale "Messieurs, on attend votre arrêt" (alla)